# Gari californica
Gari californica är en musselart som först beskrevs av Conrad 1849.  Gari californica ingår i släktet Gari och familjen Psammobiidae. Inga underarter finns listade i Catalogue of Life.